# Srebro rodzime
Srebro rodzime – rzadko spotykany minerał z gromady pierwiastków rodzimych, w skład którego wchodzi głównie metaliczne srebro.
Nazwa minerału pochodzi od greckiego określenia tego minerału – silbur, a także od łac. argentum = biały.

## Właściwości
Rzadko tworzy kryształy izomorficzne o postaci sześcianu lub ośmiościanu. Przeważnie występuje w skupieniach ziarnistych, blaszkowatych, płytkowych, włóknistych, kłębiastych. Często tworzy duże bryły (samorodki), wypryśnięcia, naloty.
Jest izostrukturalne ze złotem i miedzią rodzimą, z którymi często tworzy naturalne stopy.
Zawiera niekiedy znaczne domieszki: rtęci (amalgamaty), złota (elektrum), bizmutu (chilenit), antymonu (animikit), arsenu (huntilith) oraz miedzi i platyny.

## Występowanie
Występuje w utworach hydrotermalnych (zwłaszcza w żyłach kruszcowych) oraz sporadycznie w pegmatytach. Jako minerał wtórny tworzy się w strefie utleniania złóż kruszców miedzi, ołowiu i cynku.
Miejsca występowania: Boliwia – Potosí, Chile – Chanarcillo, Copiapó, Meksyk, Peru, Kanada, USA, RPA, Rosja, Australia, Norwegia, Czechy, Niemcy, Włochy, Hiszpania, Francja.
W Polsce spotykane jest w Górach Świętokrzyskich, Sudetach, Tatrach oraz na Dolnym Śląsku.

## Zastosowanie
- Duże kryształy srebra rodzimego są cennym i poszukiwanym kamieniem kolekcjonerskim.
- doskonała ruda srebra
- srebro używane jest do: wyrobu biżuterii, wyrobu luster, produkcji stopów, wyrobu monet, w elektronice, w przemyśle: chemicznym, fotograficznym, w medycynie, do „srebrzenia” innych metali.

W 1477 w Niemczech znaleziono bryłę – samorodek srebra o wadze ok. 20 ton, w Chile – 1430 kg, w Arizonie – 1350 kg, w Norwegii – ok. 100 kg.